# Hotel Ulán Bator
El Hotel Ulán Bator es el primer hotel construido en Mongolia, inaugurado en 1961. Fue fundado por Tsedenbal y opera ahora como una sociedad por acciones. Desde 1991 la compañía ha reestructurada como una empresa pionera en Mongolia. 
El hotel se convirtió en el primer hotel de cinco estrellas en Mongolia. A partir de 2010 el Hotel Ulán Bator ha ampliado su cooperación con UB-2 y Ar Huvch, que se encuentran en el parque nacional Gorkhi-Terelj. 
Tsedenbal-Filatova, la esposa del líder comunista mongol Tsedenbal, y de facto la cogobernante del país, estuvo personalmente involucrada en la construcción y el diseño. Ella eligió los mejores trabajadores y diseñadores disponibles en el momento para completar el hotel, el cual fue diseñado para ser una propiedad principal de la industria hotelera de Mongolia. Los empleados de alto rango dicen que ella había elegido personalmente los colores y el diseño para el Lobby y Sala Principal.